# Hoya pachyclada
Hoya pachyclada ist eine Pflanzenart der Gattung der Wachsblumen (Hoya) aus der Unterfamilie der Seidenpflanzengewächse (Asclepiadoideae).

## Merkmale
Hoya pachyclada ist eine epiphytische seltener auch lithophytische, kriechende oder kletternde Pflanze mit kräftigen, leicht sukkulenten, bis 4 m langen Trieben. Die Triebe haben einen Durchmesser von 6 bis 8 mm, sind jung dunkel gefärbt und schwach flaumhaarig; ältere Triebe sind kahl und leicht verholzt. Die Blätter sind gestielt, die Stiele sind 6 bis 12 mm lang. Die Stiele sind dick, oberseits rinnig konkav und tragen sehr kleine Flaumhaare. Die Blattspreiten sind verkehrt eiförmig bis fast rundlich, 8 bis 12 cm lang und 5 bis 10 cm breit. Sie sind dick lederig und spärlich kurz behaart. Der Apex ist stumpf, die Basis keilförmig oder gerundet. Die Blattnervatur ist gut erkennbar. Die vegetativen Teile sondern bei Verletzung einen weißen Milchsaft ab.
Der doldenförmige Blütenstand enthält 25 bis 35 Blüten. Der Blütenstandsstiel ist 1,5 bis 3,5 cm lang und spärlich mit sehr kleinen Flaumhaaren besetzt. Die dünnen Blütenstiele sind 2 bis 3 cm lang und ebenfalls spärlich mit sehr kleinen Flaumhaaren besetzt. Die Kelchblätter sind eiförmig und etwa 2 mm lang. Sie sind stumpf und außen spärlich mit sehr kleinen Flaumhaaren besetzt. Die Blütenkrone hat einen Durchmesser von 17 mm. Die Farbe variiert von weißlich, gelblich bis zu purpurfarben, z. T. sogar innerhalb einer Population. Die Kronblattzipfel sind eiförmig, 7 mm lang und an der Basis 5 mm breit. Sie laufen spitz zu und sind stark zurück gebogen. Die weiße Nebenkrone ist flach ausgebreitet, in der Mitte meist rötlich. Die staminalen Nebenkronenzipfel sind elliptisch und etwa 4 mm lang und in der Mitte eingedruckt. Der äußere Fortsatz ist spitz, der innere Fortsatz lang zugespitzt und oberseits in der Mitte gekielt. Der Staubblattfortsatz ist membranös, fein zugespitzt und apikal geringfügig gespalten. Die Pollinien sind sehr kurz. Das Corpusculum besitzt apikal eine pfriemliche Spitze.

## Ähnliche Arten
Hoya pachyclada ist nahe mit Hoya diversifolia verwandt, die aber kleinere Blätter und Blüten sowie stumpfere Nebenkronenzipfel hat.

## Geographische Verbreitung und Habitat
Das Verbreitungsgebiet der Art erstreckt sich über Thailand, Laos, Kambodscha und Vietnam. In Vietnam ist Hoya pachyclada eine verbreitete Pflanze in trockenen primären Tieflandwäldern, aber auch in Sekundärwäldern, von etwa 20 bis 220 m über Meereshöhe. Am Naturstandort blüht die Art von März bis April.

## Taxonomie
Das Taxon Hoya pachyclada wurde 1939 von Arthur Francis George Kerr aufgestellt. Das Taxon wird von Plants of the World online als gültiges Taxon akzeptiert. Der Holotyp stammte aus Thailand (Kawnken, Pu Wieng). Der Lectotypus wird im Herbarium des Natural History Museum. London (England) aufbewahrt (BM001014253). Isolectotypen befinden sich im Herbarium des Plant Varieties Protection Office in Bangkok (Thailand) (BK257734), im Herbarium von Kew Gardens (England) (K000545616) und im Muséum National d’Histoire Naturelle in Paris (Frankreich) (P00700508).